# Zagost
Zagost war eine historische Provinz des Landes Budissin in der Markgrafschaft Meißen.

## Geographie
Zagost erstreckte sich entlang des gesamten Flussgebiets der oberen Neiße bis zum ehemaligen Einmündung der Pließnitz. Die östliche Grenze bildete der Queis. Damit umfasste Zagost den Queiskreis mit dem Umland von Seidenberg sowie die böhmischen Herrschaften Friedland, Greiffenstein, Reichenberg, Haindorf, Oderwitz und Zittau. Es war das südlichste Gebirgsland der Oberlausitz.
Der Herrschaftssitz von Zagost war Seidenberg, bevor er 1278 nach Friedland verlegt wurde.
Da es sich bei Zagost um eine kleinere Provinz handelte, wurde sie nicht in viele Burgwarde aufgeteilt, sondern nur in zwei Distrikte, die durch die Neiße getrennt wurden. Zagost grenzte im Westen an das Land Budissin, im Osten an das Herzogtum Schlesien und im Süden an Böhmen.

## Geschichte
Die Provinz wurde vermutlich erst Anfang des 12. Jahrhunderts geschaffen, da sie bis Ende des 11. Jahrhunderts nirgendwo aufgeführt wurde.
Bei einem Streit zwischen dem Markgrafen Konrad von Meißen und dem Meißner Bischof Reinward entschied König Konrad III., dass Zagost keine Baudienste für Budissin und keine Landeswachdienste zu leisten habe. Zu diesem Zeitpunkt ging die Provinz auch in das Land Budissin ein. 1158 ging das Land an Böhmen.
In den 80er Jahren des 12. Jahrhunderts wurde Seidenberg von Burkhard von Kittlitz eingenommen, dieser wurde daraufhin vom Meißner Bischof mit einem Bann belegt.
1188 erlangten die Bischöfe von Meißen den weltlichen Besitz, sie errichteten auf dem Burgberg bei Seidenberg die Michaeliskirche als eine der ältesten Missionskirchen der Oberlausitz. Die Kirche auf dem Michelsberg, wie der Berg fortan genannt wurde, war der Sitz eines Erzpriesters, der zunächst dem Bischof direkt und seit 1307 dem Archidiakon in Budissin unterstand. Zu dieser Zeit umfasste Zagost die im Südosten der Oberlausitz liegenden Besitztümer des Bistums Meißen, einschließlich seiner Besitzungen um das böhmische Friedland.

## Name
Der Name Zagost bedeutet in den slawischen Sprachen Sorbisch und Tschechisch etwa Land jenseits der Bergwälder oder Land hinter dem Walde („za gozdom“). Wer dem Gebiet den Namen gab, ist in der Forschung umstritten. So könnte er sich, von Böhmen aus gesehen, auf die Lage hinter dem Grenzwald zur Oberlausitz beziehen, möglich und nicht unwahrscheinlich ist aber auch eine sorbische Namensgebung, die sich dann auf die Lage von Bautzen aus gesehen hinter dem bewaldeten Eigen bezöge.